# Canadian Open (теніс) 1992
Canadian Open 1992 — тенісний турнір, що проходив на відкритих кортах з твердим покриттям. Це був 103-й турнір Мастерс Канада. Належав до турнірів ATP Super 9 в рамках Туру ATP 1992 і турнірів 1-ї категорії в рамках Туру WTA 1992. Чоловічі змагання відбулись у National Tennis Centre у Торонто (Канада) і тривали з 20 до 26 липня 1992 року, жіночі змагання відбулись на Uniprix Stadium у Монреалі (Канада) і тривали з 17 до 23 серпня 1992 року.

## Переможці та фіналісти

### Одиночний розряд, чоловіки
Андре Агассі —  Іван Лендл 3–6, 6–2, 6–0
- Для Агассі це був 3-й титул за сезон і 17-й - за кар'єру.

### Одиночний розряд, жінки
Аранча Санчес Вікаріо —  Моніка Селеш 6–3, 4–6, 6–4
- Для Санчес Вікаріо це був 2-й титул за сезон і 8-й — за кар'єру.

### Парний розряд, чоловіки
Патрік Гелбрайт /  Дані Віссер —  Андре Агассі /  Джон Макінрой 6–4, 6–4

### Парний розряд, жінки
Лорі Макніл /  Ренне Стаббс —  Джиджі Фернандес /  Наташа Звєрєва 3–6, 7–5, 7–5